# تروي دوناهو
تروي دوناهو (بالإنجليزية: Troy Donahue)‏ مواليد 27 يناير 1936 في نيويورك، الولايات المتحدة - الوفاة 2 سبتمبر 2001 في سانتا مونيكا، الولايات المتحدة، هو ممثل أمريكي بدأ مسيرته الفنية سنة 1957. امتدت مسيرته الفنية لأكثر من 43 عاما. درس في جامعة كولومبيا.

## الأعمال

### أفلام
- الجزء الثاني (1974)

### مسلسلات
- 77 سانست ستريب (1960)
- أيرون سايد (1968)
- ذا فيرجينيان (1969) (بدور: براكن)
- ذا سيكرت ستورم (1970)
- جزيرة الفنتازيا (1978)
- قارب الحب (1980)

## روابط خارجية
- تروي دوناهو على موقع IMDb (الإنجليزية)
- تروي دوناهو على موقع ألو سيني (الفرنسية)
- تروي دوناهو على موقع تيرنر كلاسيك موفيز (الإنجليزية)
- تروي دوناهو على موقع أول موفي (الإنجليزية)
- تروي دوناهو على موقع قاعدة بيانات الأفلام السويدية (السويدية)
- تروي دوناهو على موقع إن إن دي بي (الإنجليزية)
- تروي دوناهو على موقع ديسكوغز (الإنجليزية)
- تروي دوناهو على موقع قاعدة بيانات الفيلم (الإنجليزية)
- تروي دوناهو على موقع كينوبويسك (الروسية)